# Cappamore
Cappamore (iriska: An Cheapach Mhór) är en ort i den nordöstra delen av grevskapet Limerick i Republiken Irland. Orten ligger nära bergen Slieve Felim, längs regionalvägen R505. Tätorten (settlement) Cappamore hade 620 invånare vid folkräkningen 2016.